# Tro inte att du känner mig
Tro inte att du känner mig är ett studioalbum av Svante Karlsson, utgivet den 10 november 2010. Skivan innehåller bland andra singlarna "Kommer aldrig mer igen", "Lycklig idiot" och "Förr eller senare". Albumet producerades av Eddie Jonsson & Svante Karlsson.

## Låtlista
1. "Det nummer du har ringt kan inte nås (för närvarande)" (Karlsson/Jonsson) - 5.04
2. "Kommer aldrig mer igen" (Karlsson/Jonsson) - 4.59
3. "En annan historia" (Karlsson/Jonsson) - 5.40
4. "Det får du fatta själv" (Karlsson/Jonsson) - 5.02
5. "I nöd & lust" (Karlsson/Jonsson) - 5.50
6. "Lycklig idiot" (Karlsson/Jonsson) - 3.58
7. "Dubbla skuggor" (Karlsson/Jonsson) - 3.32
8. "Tid som vår" (Karlsson/Jonsson) - 4.58
9. "Henne kan du glömma" (Karlsson/Jonsson) - 3.43
10. "I en annan dans än den här" (Karlsson/Jonsson) - 4.54
11. "Förr eller senare" (Karlsson/Jonsson) - 4.17
12. "Tro inte att du känner mig" (Karlsson/Jonsson) - 9.04

## Musiker
- Svante Karlsson - sång, akustisk gitarr [1–12], munspel [1–6 & 8–10], elgitarr [1, 2, 4–6, 8–10 & 12], elektrisk tremologitarr [4], akustiskt tremolosolo [6], akustiskt gitarrsolo [7, 8 & 12], piano [2, 3, 7, 10 & 12], klockspel [1, 2, 4 & 8], keyboards [1, 2, 6, 9, 11 & 12], tubular bells [1–6 & 8–12], dulcimer [8], tamburin [11], stråkarrangemang [3 & 12] & blåsarrangemang [1]
- Eddie Jonsson - bas [1–6, 8, 9, 11 & 12], syntbas [10], elgitarr [1–4, 6, 8, 9, 11 & 12], akustisk gitarr [9], piano [4 & 9–11], keyboards [1–6 & 8–12], glockenspiel [4 & 9], percussion [1–6 & 8–12], toms [12], kastanjetter [2 & 4], chimes [5], tubular bells [7] & stråkarrangemang [5 & 10]
- Magnus Helgesson - trummor [1–6 & 8–12] & percussion [3]
- Micke Vigh Svensson - Hammondorgel [1–6, 8, 9, 11 & 12], piano [1–4, 6, 8, 9, 11 & 12] & Rhodespiano [5]
- Pelle Svensson - elgitarr [1–6 & 8–12]
- Jannike Stenlund - violin & stråkarrangemang [3, 7 & 12]
- Casa Di Luca Horns - brass [1]

## Singlar
- "Kommer aldrig mer igen (Radio edit)" - 4:30 / "Tro inte att du känner mig" - 9:04

Utgiven 22 oktober 2010. Rockvideon till singeln regisserades av Anders Fajersson för Soy Bomb Inc. och filmades av Jan-Olof Andersson.
- "Lycklig idiot" - 3:58 / "Mannen som hatade sommaren (Version II)" - 4:39 / "Lycklig idiot (12" Go nuts!-remix)" - 8:48

Utgiven 28 april 2011.
- "Förr eller senare" - 4:17 / "Kommer aldrig mer igen (Akustisk version)" - 5:21

Utgiven 30 augusti 2011.

## Inspelning
Inspelad i Studio Landgren 5.3, Halmstad 25 oktober 2007 till 29 juli 2010 av Eddie Jonsson. Overdubs inspelade i Rydslund, Getinge av Magnus Helgesson [1–6 & 8–12], och i Studio Byxan, Halmstad av Micke Vigh Svensson [1–6 & 8, 9, 11 & 12]. Mixad och mastrad av Eddie Jonsson & Svante Karlsson i Studio Landgren 5.3, Halmstad.